# Kruh in mleko
Kruh in mleko (eslovè Pa i mel) és una pel·lícula eslovena del 2001 dirigida per Jan Cvitkovič. Fou escollida com a candidata d’Eslovènia a l'Oscar a la millor pel·lícula de parla no anglesa als Premis Oscar de 2001, però finalment no fou nominada.

## Argument
Ivan, que encara està passant per un tractament de desintoxicació alcohòlica, és enviat a casa. La seva mare l'envia a comprar pa per tal de comprovar si realment s'està rehabilitant.

## Repartiment
- Peter Musevski: Ivan
- Sonja Savić: Sonja
- Tadej Troha: Robi
- Perica Radonjić: Armando
- Andra Istenič: amiga de Robi
- Matja Zuodar: amiga de Robi
- Brane Grubar: metge de l'hospital
- Reana Strukelj: cambrera
- Jasna Glavac: cambrera del bar

## Distincions
- 58a Mostra Internacional de Cinema de Venècia : Premi Luigi De Laurentiis[4]
- XXIII edició de la Mostra de València: Menció a la millor interpretació masculina[5]
- Festival de cinema de Bratislava 2001: millor actor per Peter Musevsk, menció especial del premi FIPRESCI
- Festival de Cinema de Cottbus 2001: premi Don Quixot, menció especial del premi FIPRESCI